# Hafen von Londonderry

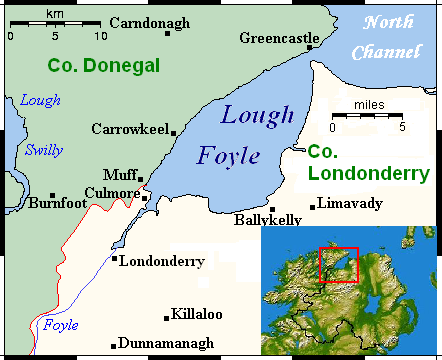
Lough Foyle; der Hafen von Londonderry liegt am rechten Ufer des River Foyle am Übergang in den Lough Foyle etwas nordöstlich von Londonderry

Der Hafen von Londonderry (Londonderry Port oder Foyle Port) ist der Seehafen der nordirischen Stadt Derry/Londonderry. Er liegt im Townland Lisahally (auch Lissahawley; irisch Lios an Chalaidh) am Lough Foyle, dem Ästuar (der Flut ausgesetzten, breiten Flussmündung) des River Foyle in den Atlantik. Der Hafen ist der am weitesten westlich gelegene des Vereinigten Königreichs und zugleich der nördlichste der Insel Irland.

## Geschichte

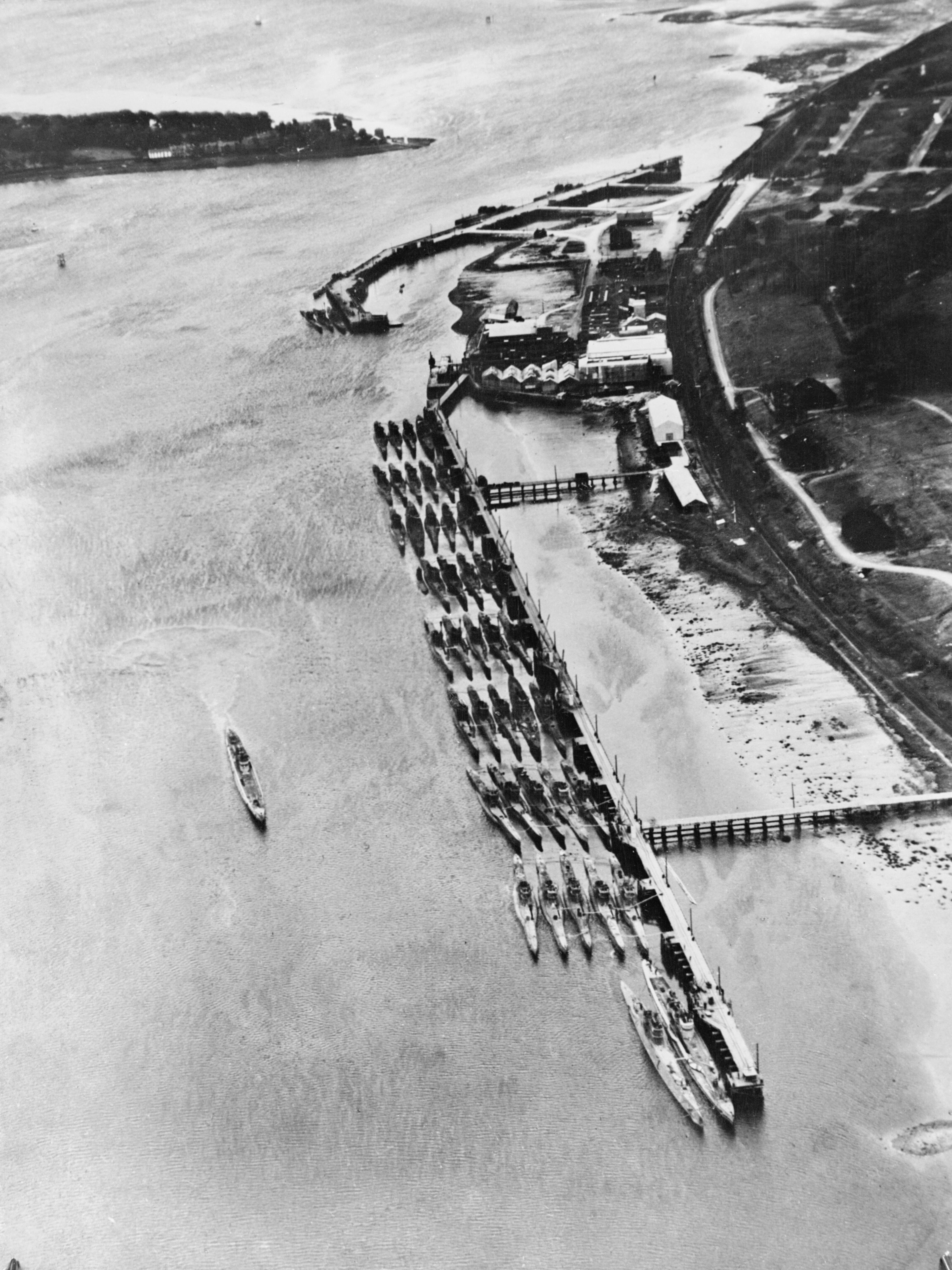
Deutsche U-Boote in Lisahally (Juni 1945)

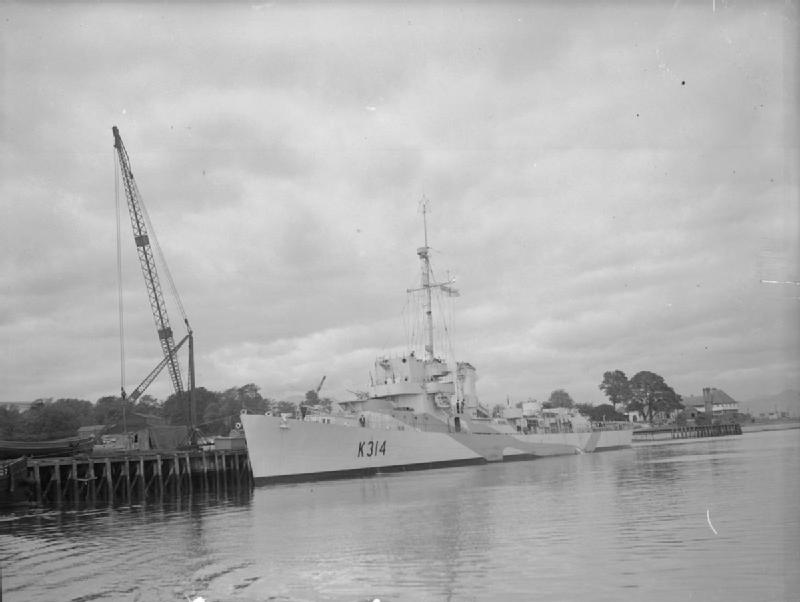
Die Fregatte HMS Bentinck am Kai von Lisahally (September 1943)

Während der Hafen in früheren Jahrhunderten weiter flussaufwärts (südlich) direkt in der Stadt lag, baute die britische Royal Navy (deutsch „Königliche Marine“) im Zweiten Weltkrieg neue Kais weiter flussabwärts, kurz bevor der Fluss Foyle in den Lough Foyle übergeht. Der alte Hafen von Londonderry und die neuen Docks bei Lisahally waren für die längste und vielleicht wichtigste Phase des Krieges, nämlich für die Schlacht im Atlantik, von vitaler Bedeutung für die alliierten Kriegsanstrengungen. Unmittelbar nach Kriegsende (VE-Day) und der bedingungslosen Kapitulation der Wehrmacht wurden viele der übergebenen deutschen U-Boote ab Mai 1945 nach Lisahally gebracht, bevor sie zwischen November 1945 und Februar 1946 im Rahmen der Operation Deadlight im Atlantik versenkt wurden.
In den 1990er-Jahren wurde der Hafen umgestaltet und modernisiert. Er dient nun hauptsächlich als Handelshafen. 

## Infrastruktur
Das moderne Lisahally Terminal hat eine Kailänge von 440 m. Etwas nördlich liegt das LSS Oil Terminal. Im Hafen können Frachtschiffe mit bis zu 200 Meter Länge und maximal 9,3 Meter Tiefgang am Lisahally Terminal bzw. 8,3 Meter Tiefgang am LSS Oil Terminal abgefertigt werden. Der Jahresumschlag beträgt etwa zwei Millionen Tonnen.